# LOWA ES6
LOWA ES6は、かつて東ドイツで開発されたトロリーバス。2階建ての車体を有するトレーラーバス（セミトレーラー）として設計されたが、試作車のみが製造され、量産される事は無かった。

## 概要
全長15 m級の大型車体を有する、トレーラーバス型のトロリーバス。運転室が存在するトラクター部分には出力120 kWの主電動機に加え、架線が無い場所でも短距離の走行が可能なよう2気筒の補助ディーゼルエンジンや発電ユニットが設置されていた。接続されているトレーラーには2階建ての客室が設けられており、1階部分の定員は59人（着席20人）、2階部分は45人（着席42人）であった。トラクターに乗車する運転士とトレーラーの車掌との間の通信はインターホンが用いられた。ブレーキとステアリングについては、製造メーカーの自動車工場「エルンスト・グルーベ」・ヴェルダウ人民公社（VEB Kraft fahrzeugwerk "Ernst Grube" Werdau）が生産していたトラック（IFA H6）と同一のものが用いられた。
1953年から試作車1両の製造が行われ、1955年にツヴィッカウのトロリーバス路線（ツヴィッカウ・トロリーバス）で試運転を実施した後、ベルリン（東ベルリン）のトロリーバス（ベルリン・トロリーバス）で営業運転に使用された。

後方（1961年撮影）